# 劉榮凱
刘荣凯，日本大學電影系導演組畢業的导演，劉傳明之子。

## 影像工作
於日本學成歸國後即進入華視擔任導演。老牌戲劇製作人靜江月力邀後進入中視擔任連續劇導演，之後亦在台視製作紀錄片。
曾改編電影『莎喲娜啦 再見』劇本，之後因當時仍處政治肅殺年代，劇本再由黃春明重新改編，電影一波三折，除劉榮凱外共換了三位導演，並且由劉榮凱擔任男主角，鍾楚紅擔任女主角，進而拍攝完成。
曾出版電影月刊『四百擊』，為當代電影理論及影評的深度電影雜誌，雜誌社特聘請當代海內外知名影評人，如:焦雄屏 黃建業 張昌彥 張錦滿 但漢章等人擔任編輯，獨資辦設電影雜誌，為當時影劇系學生必讀的電影雜誌，亦為當時電影界的一大盛事，後因財力無法支持而停刊。
曾參與擔任金穗獎評審以及金鐘獎、金曲獎及國家藝術基金會國家藝文獎評審。

## 政治活動
同時期亦參與黨外政治民主運動，一心期許台灣能邁向民主道路，不但參與黨外運動，更與蘇貞昌等人參與康寧祥的競選團隊。
為打破三台媒體壟斷，爭取言論自由，劉榮凱與一些黨外友人一起設立自由電視台，在街頭以電視牆的方式，自製電視新聞報導新聞真實現況。
1986年桃園機場事件發生，劉榮凱依其影像專業，真實紀錄機場事件始末，同時取得境外人士的協助，獲得當時國民政府在機場內準備攻擊民眾的第一手畫面，製作出唯一一支機場事件中軍警防堵許信良闖關，與支持者爆發衝突的完整紀錄影片。影片中忠實呈現鎮暴部隊出動軍警以直昇飛機及裝甲車等優勢武力塑造恐怖氣氛，對比手無寸鐵卻滿心熱血的民眾，再搭配「一隻鳥仔哮啾啾」的哀傷樂曲。事件第二日，紀錄影片立即後製剪輯完成，劉榮凱自費拷貝成千上萬的錄影帶，讓黨外人士於各個播放場合放映，觀看民眾莫不痛心流淚。